# 弗洛里安·莫克尔斯基宫
弗洛里安·莫克尔斯基宫（波蘭語：Pałac biskupa Floriana z Mokrska）是波兰小波兰省克拉科夫的一座历史建筑，位于咏礼司铎街或卡诺尼兹纳街（Ulica Kanonicza）。

## 歷史
该建筑得名于1367-1380年间的克拉科夫主教弗洛里安·莫克尔斯基。 1540年左右，这座建筑成为国王齐格蒙特一世和王后博娜·斯福尔扎的医生扬·安德烈·瓦伦蒂诺（Jan Andrzej Valentino）的财产。1544年火灾后，这座房子由下一任业主斯坦尼斯瓦夫·霍兹朱兹枢机翻新。1560-1563年间，宫殿彻底重建，由马辛·伊兹德比恩斯基神父（Marcin Izdbiennski）主持，可能有来自Dziennikowa的扬·米哈洛维奇（Jan Michalowicz）的参与（宫殿的大门是为他而建）。宫殿后来在18世纪上半叶和19世纪重建。庭院以五彩拉毛装饰。。
这座宫殿成为了圣若望保禄二世“不要害怕”（Nie lękajcie się）中心的所在地。

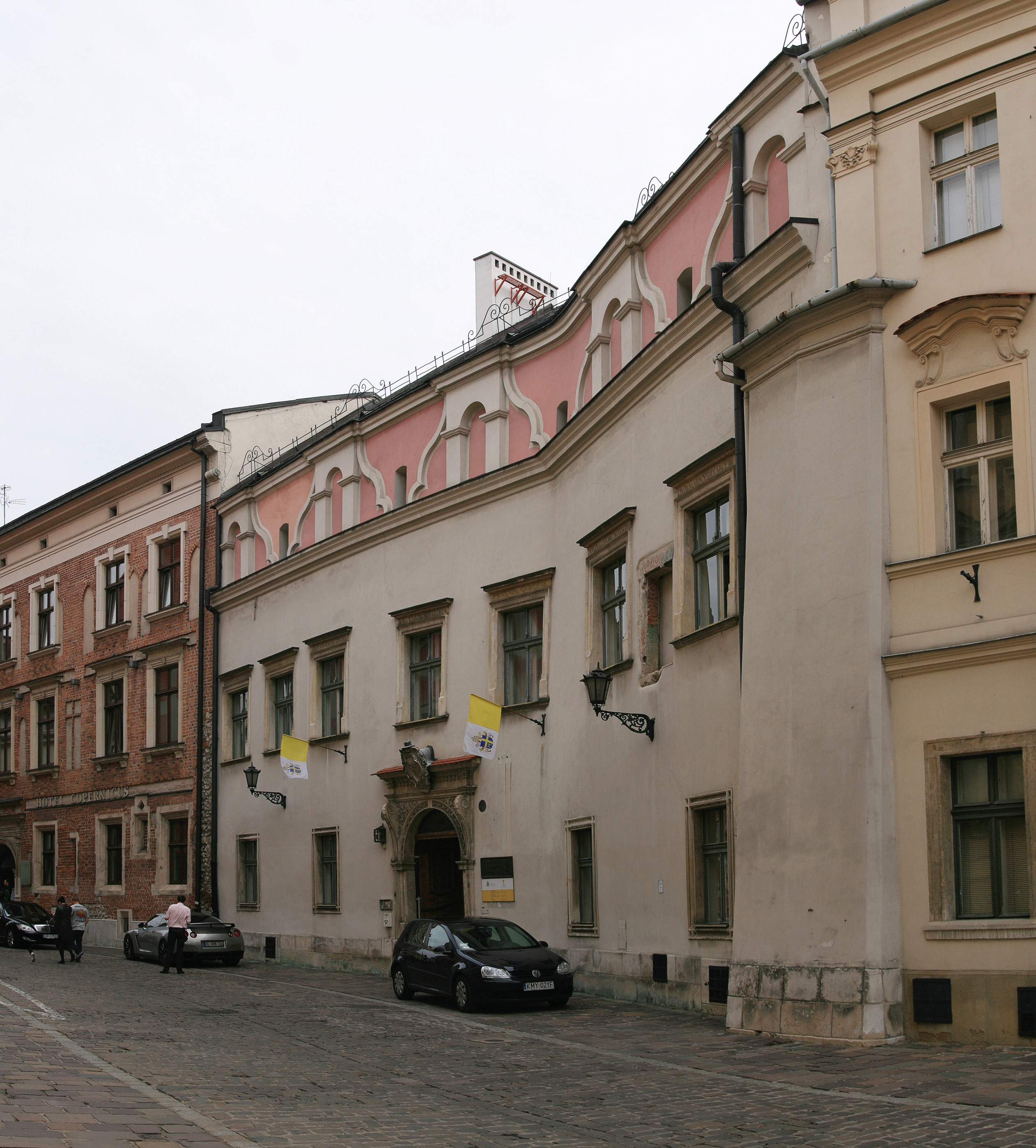
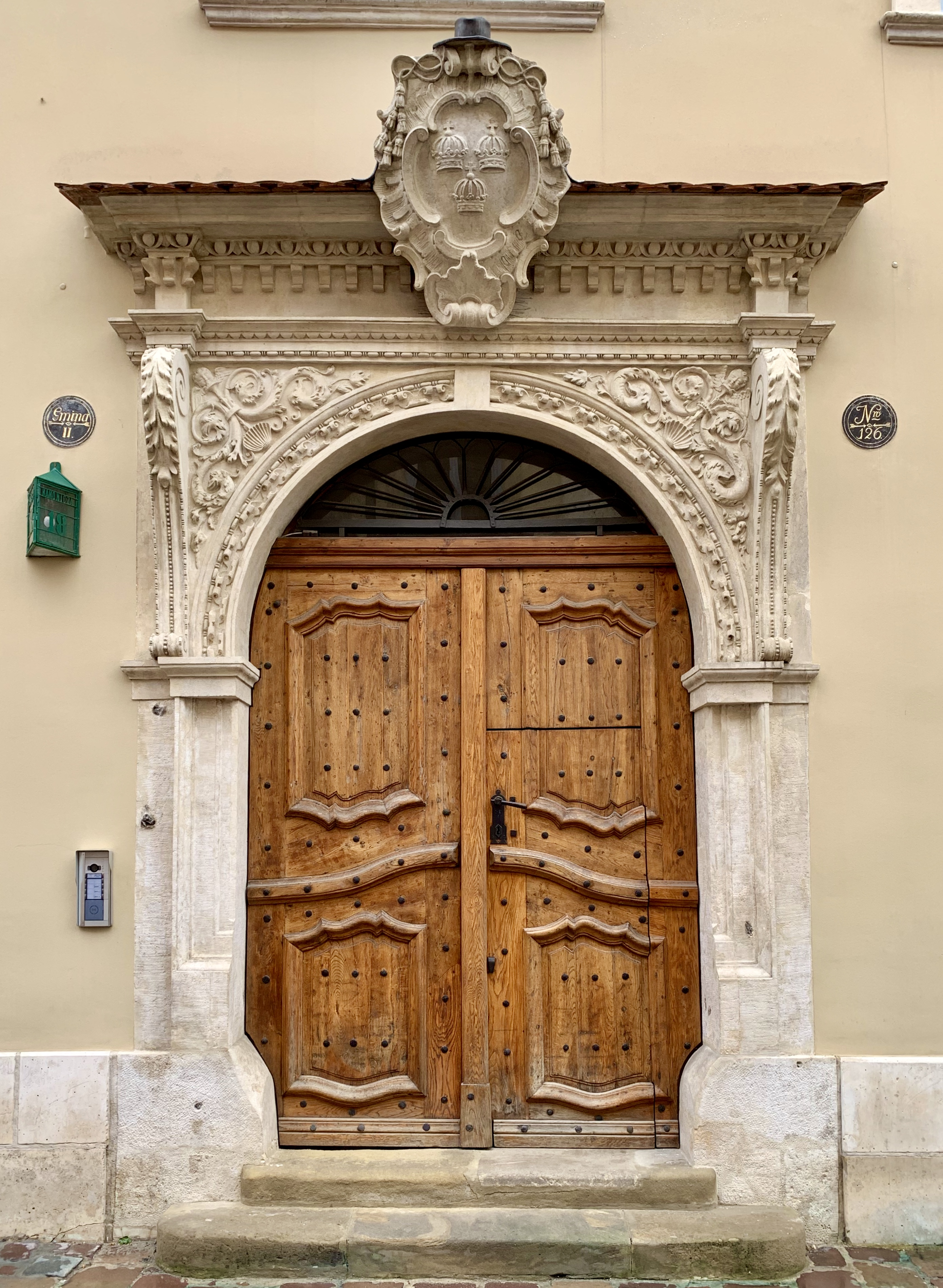